# Distretto di Havza

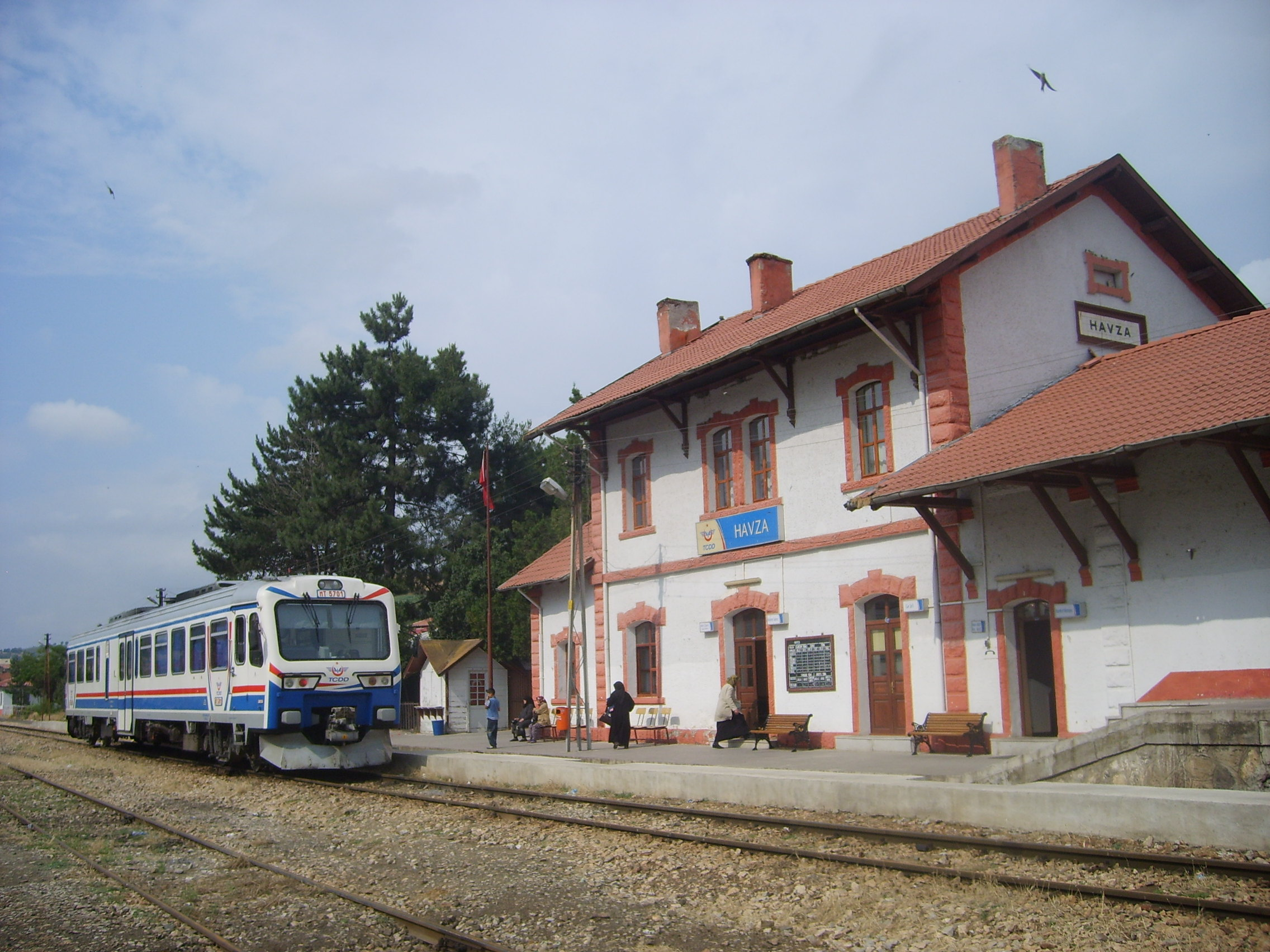
Havza railway station building.

Il distretto di Havza (in turco Havza ilçesi) è uno dei distretti della provincia di Samsun, in Turchia.